# Ostruhy (przełęcz)
Ostruhy (1085 m) – przełęcz w Górach Choczańskich na Słowacji. Nosi też inne nazwy:  sedlo Ostruhy; pol. przełęcz Ostruhy, przełęcz Ostruki, Długołącki Przysłop;
Znajduje się w Grupie Prosiecznego, pomiędzy masywem Prosiecznego (1372 m) na zachodzie oraz masywem Hradkowej (1206 m) na wschodzie. W kierunku północnym stoki spod przełęczy opadają równomiernie ku górnym partiom Doliny Borowianki, natomiast w kierunku południowym opada spod niej głęboka i sucha dolina Príslop. Siodło przełęczy pokrywa rozległa polana Ostruhy.
Z osady Kwaczan, zwanej Dlhá lúka, biegnie dolinką Príslop na przełęcz dość wyraźna ścieżka, która następnie schodzi ku górnym partiom Doliny Borowianki. Przez przełęcz, w linii grzbietu z Prosiecznego w kierunku Czarnej Hory (1094 m) biegnie zielono znakowany szlak turystyczny z Wielkiego Borowego na Svorad.